# Dołno Gradcze
Dołno Gradcze lub Dolno Gradče (maced. Долно Градче) – wieś w północno-wschodniej Macedonii Północnej, w gminie Koczani.